# Episodi di City on a Hill (terza stagione)
La terza e ultima stagione della serie televisiva City on a Hill, composta da otto episodi, è stata trasmessa in prima visione assoluta negli Stati Uniti d'America dal canale via cavo Showtime dal 31 luglio al 25 settembre 2022.
In Italia, la stagione è stata distribuita sulla piattaforma streaming on demand Paramount+ il 27 settembre 2022.
| nº | Titolo originale               | Titolo italiano                    | Prima TV USA      | Pubblicazione Italia |
| -- | ------------------------------ | ---------------------------------- | ----------------- | -------------------- |
| 1  | Gods and Monsters              | Dei e mostri                       | 31 luglio 2022    | 27 settembre 2022    |
| 2  | A Program of Complete Disorder | Programma di un completo disordine | 7 agosto 2022     | 27 settembre 2022    |
| 3  | Speak When You're Angry        | Fa parlare la rabbia               | 14 agosto 2022    | 27 settembre 2022    |
| 4  | Ugly, Like I Said              | Squallido, come ho detto           | 28 agosto 2022    | 27 settembre 2022    |
| 5  | Take Me Home                   | Portami a casa                     | 4 settembre 2022  | 27 settembre 2022    |
| 6  | Tenderness                     | Tenerezza                          | 11 settembre 2022 | 27 settembre 2022    |
| 7  | Boston Bridges, Falling Down   | Cadono i ponti di Boston           | 18 settembre 2022 | 27 settembre 2022    |
| 8  | Whipping Post                  | Whipping Post                      | 25 settembre 2022 | 27 settembre 2022    |